# 192 (liczba)
192 (sto dziewięćdziesiąt dwa) – liczba naturalna następująca po 191 i poprzedzająca 193.

## W matematyce
- 192 jest liczbą Harshada[1]
- 192 jest liczbą wesołą[2]
- 192 jest liczbą praktyczną[3]
- 192 jest palindromem liczbowym, czyli może być czytana w obu kierunkach, w pozycyjnym systemie liczbowym o bazie 7 (363)
- 192 należy do szesnastu trójek pitagorejskich (56, 192, 200), (80, 192, 208), (144, 192, 240), (192, 220, 292), (192, 256, 320) (192, 360, 408), (192, 494, 530), (192, 560, 592), (192, 756, 780), (192, 1015, 1033), (192, 1144, 1160), (192, 1530, 1542), (192, 2300, 2308), (192, 3069, 3075), (192, 4606, 4610), (192, 9215, 9217).

## W nauce
- liczba atomowa unennbium (niezsyntetyzowany pierwiastek chemiczny)
- galaktyka NGC 192
- planetoida (192) Nausikaa
- kometa krótkookresowa 192P/Shoemaker-Levy

## W kalendarzu
192. dniem w roku jest 11 lipca (w latach przestępnych jest to 10 lipca). Zobacz też co wydarzyło się w roku 192, oraz w roku 192 p.n.e.